# ジェファーソン郡 (アイダホ州)
ジェファーソン郡 (ジェファーソンぐん、英: Jefferson County) はアメリカ合衆国アイダホ州に位置する郡である。2000年現在の国勢調査で、人口は19,155人である。この郡の郡庁所在地はリグバイである。
ジェファーソン郡はアイダホ州アイダホフォールズ小都市統計地域の一部である。

## 地理
アメリカ合衆国統計局によると、この郡は総面積2,863 km2 (1,106 mi2) である。このうち2,836 km2 (1,095 mi2) が陸地で27 km2 (10 mi2) が水地域である。総面積の1.17%が水地域となっている。

## 人口動勢
2000年現在の国勢調査で、この郡は人口19,155人、5,901世帯、及び4,880家族が暮らしている。人口密度は7/km2 (18/mi2) である。2/km2 (6/mi2) の平均的な密度に6,287軒の住宅が建っている。この郡の人種的な構成は白人90.87%、アフリカン・アメリカン0.28%、先住民0.46%、アジア0.23%、太平洋諸島系0.08%、その他の人種6.76%、及び混血1.33%である。ここの人口の9.96%はヒスパニックまたはラテン系である。
この郡内の住民は36.30%が18歳未満の未成年、18歳以上24歳以下が9.60%、25歳以上44歳以下が25.50%、45歳以上64歳以下が19.30%、及び65歳以上が9.30%にわたっている。中央値年齢は29歳である。女性100人ごとに対して男性は102.20人である。18歳以上の女性100人ごとに対して男性は101.00人である。
この郡の世帯ごとの平均的な収入は37,737米ドルであり、家族ごとの平均的な収入は41,530米ドルである。男性は31,298米ドルに対して女性は19,755米ドルの平均的な収入がある。この郡の一人当たりの収入 (per capita income) は13,838米ドルである。人口の10.40%及び家族の8.00%は貧困線以下である。全人口のうち18歳未満の13.00%及び65歳以上の8.70%は貧困線以下の生活を送っている。

## 都市及び町
- Hamer
- ルイスビル (Lewisville)
- Menan
- Mud Lake
- リグバイ (Rigby)
- Ririe
- Robbers